# A95 (motorväg, Tyskland)

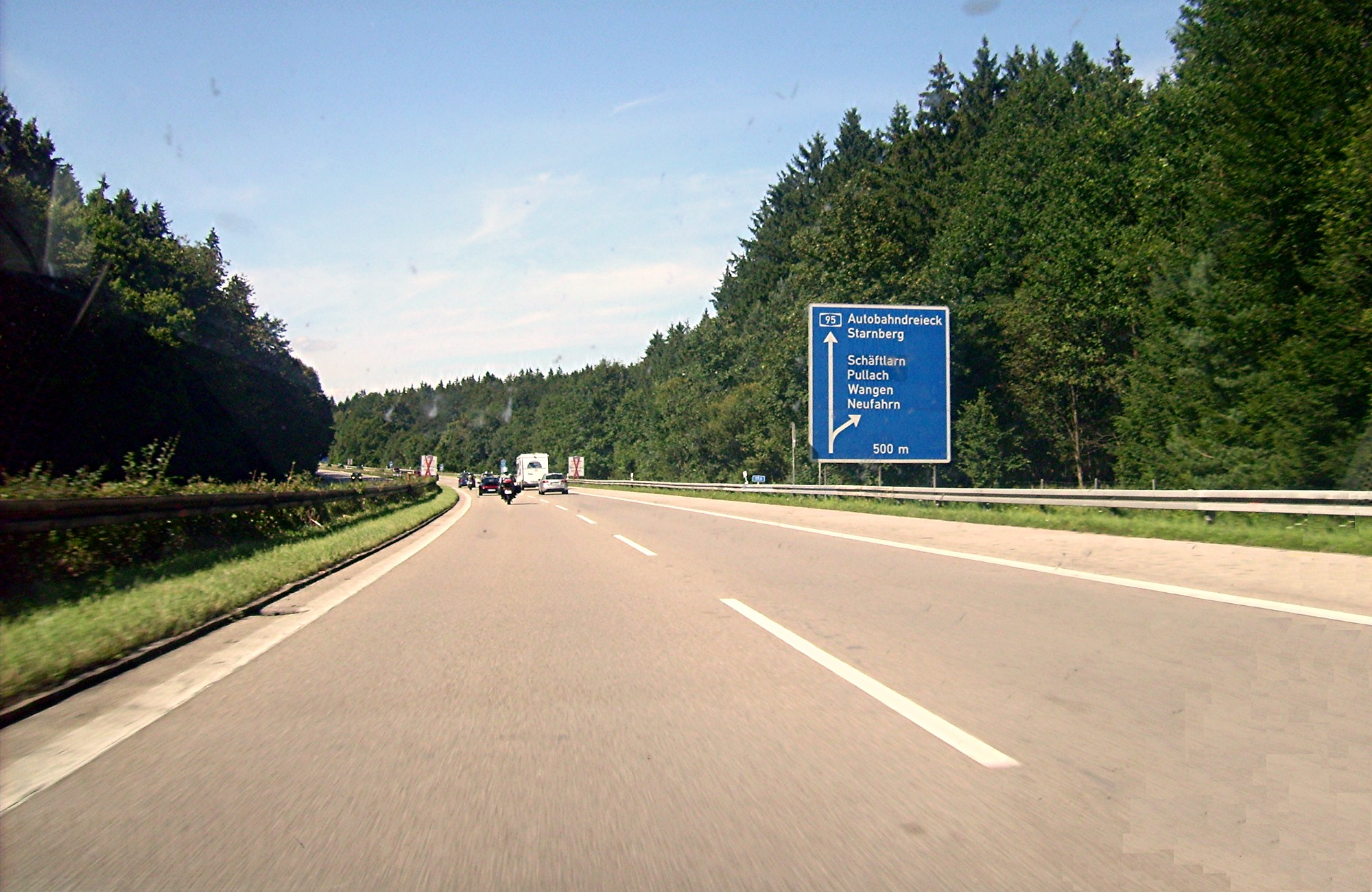

A95 är en motorväg i Bayern i Tyskland. Vägen går över bron "Loisachbrücke Ohlstadt", vilken är den längsta i Bayern med sina 1315 meter. Den öppnades för trafik etappvis under åren 1966-1982.

## Trafikplatser
|                                                      | Nr | Skyltning                            |  |
|                                                      | 1  | München-Sendling-Süd E 54            |  |
|                                                      | 2  | München-Kreuzhof                     |  |
|                                                      | 3  | München-Fürstenried                  |  |
|                                                      |    | Oberdill                             |  |
|                                                      |    |                                      |  |
|                                                      | 4  | Starnberg (T-Korsning)               |  |
|                                                      | 5  | Schäftlarn                           |  |
|                                                      |    | Höhenrain                            |  |
|                                                      | 6  | Wolfratshausen                       |  |
|                                                      |    |                                      |  |
|                                                      | 7  | Seeshaupt                            |  |
|                                                      | 8  | Penzberg/Iffeldorf                   |  |
|                                                      | 9  | Sindelsdorf                          |  |
|                                                      |    | Sindelsbachtalbrücke (140 m)         |  |
|                                                      |    |                                      |  |
|                                                      |    | Loisachbrücke Großweil (586 m)       |  |
|                                                      | 10 | Murnau am Staffelsee / Kochel am See |  |
|                                                      |    | Talbrücke (360 m)                    |  |
|                                                      |    | Bahnbrücke (190 m)                   |  |
|                                                      |    |                                      |  |
|                                                      |    | Loisachbrücke Ohlstadt (1315 m)      |  |
|                                                      | 11 | Eschenlohe                           |  |
|                                                      |    | (Provisorisk avfart)                 |  |
|                                                      |    |                                      |  |
| övergår till E 533 vidare mot Garmisch-Partenkirchen |    |                                      |  |

Notera att avsnittet mellan München-Sendling-Süd och München-Kreuzhof är inte motorvägsskyltad fastän standarden är det.